# Rutina

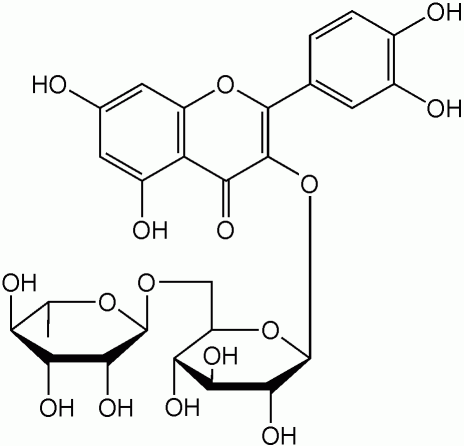
Rutina

A rutina ou vitamina P é um bioflavonoide solúvel em metanol. Foi descoberta em 1936 pelo bioquímico húngaro Albert Szent-Györgyi. As principais fontes de rutina na natureza são os vegetais folhosos, as frutas cítricas, o trigo-sarraceno (Fagopyrum esculentum), a uncária (Uncaria eliptica), as folhas e pecíolos das espécies do género Rheum e o fruto da árvore brasileira fava-d'anta (Dimorphandra mollis).
Fortalecendo os vasos capilares, reduz os sintomas de hemofilia e previne edemas nas pernas. Sua carência provoca o aparecimento de microvarizes e problemas vasculares.

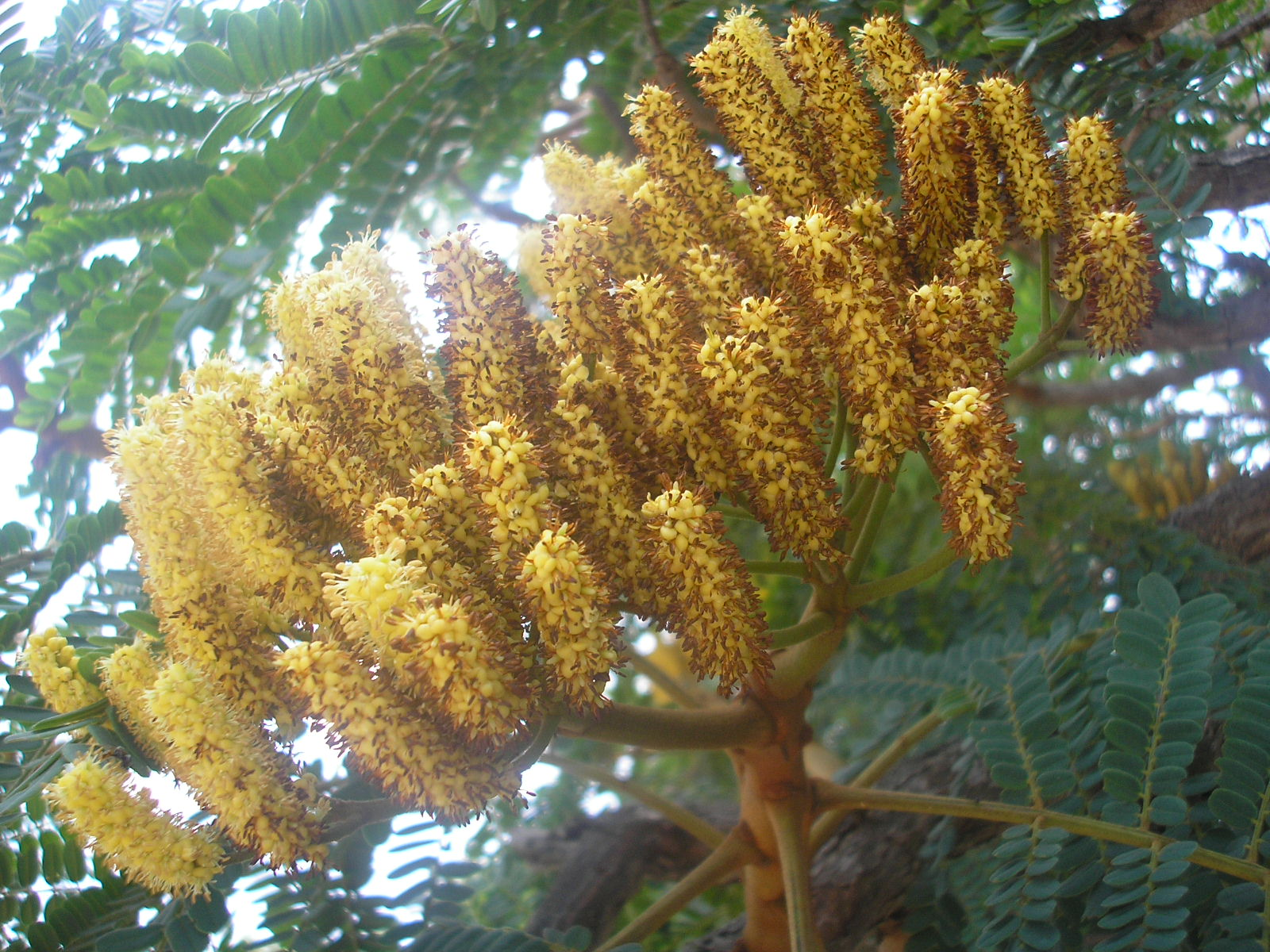
Flores de fava-d'anta